# Porto (Castiglione del Lago)
Porto è una frazione del comune di  Castiglione del Lago (PG), posta a ridosso del confine con la Valdichiana senese, in Toscana.
Il paese si trova in collina, 12 km a est di Castiglione, ad un'elevazione di 300 m s.l.m.; da esso si possono osservare i laghi di Chiusi e di Montepulciano. Secondo il censimento Istat, gli abitanti sono 150 (295 secondo il sito del Comune). Altre località del territorio sono Bolognami, Monteluce, I Guidonami (320 m, 70 abitanti), Cappannelle, Mugnanesi (268 m, 33 abitanti).

## Storia
In antico il paese era scisso in due parti, Portus Philippi e Porto Maggiore. Probabilmente queste località sorgevano ai margini della palude della Chiana e servivano come attracco per le barche.
Intorno al 1500 risalgono le prime notizie circa un'organizzazione comunitaria, per via della presenza delle due dogane, quella perugina e quella toscana, nella località di Passo alle Querce.

## Monumenti e luoghi d'interesse
- Chiesa parrocchiale di San Michele Arcangelo (XVI secolo).
- Santuario della Madonna del Popolino (prima del XI secolo).

Monumenti religiosi
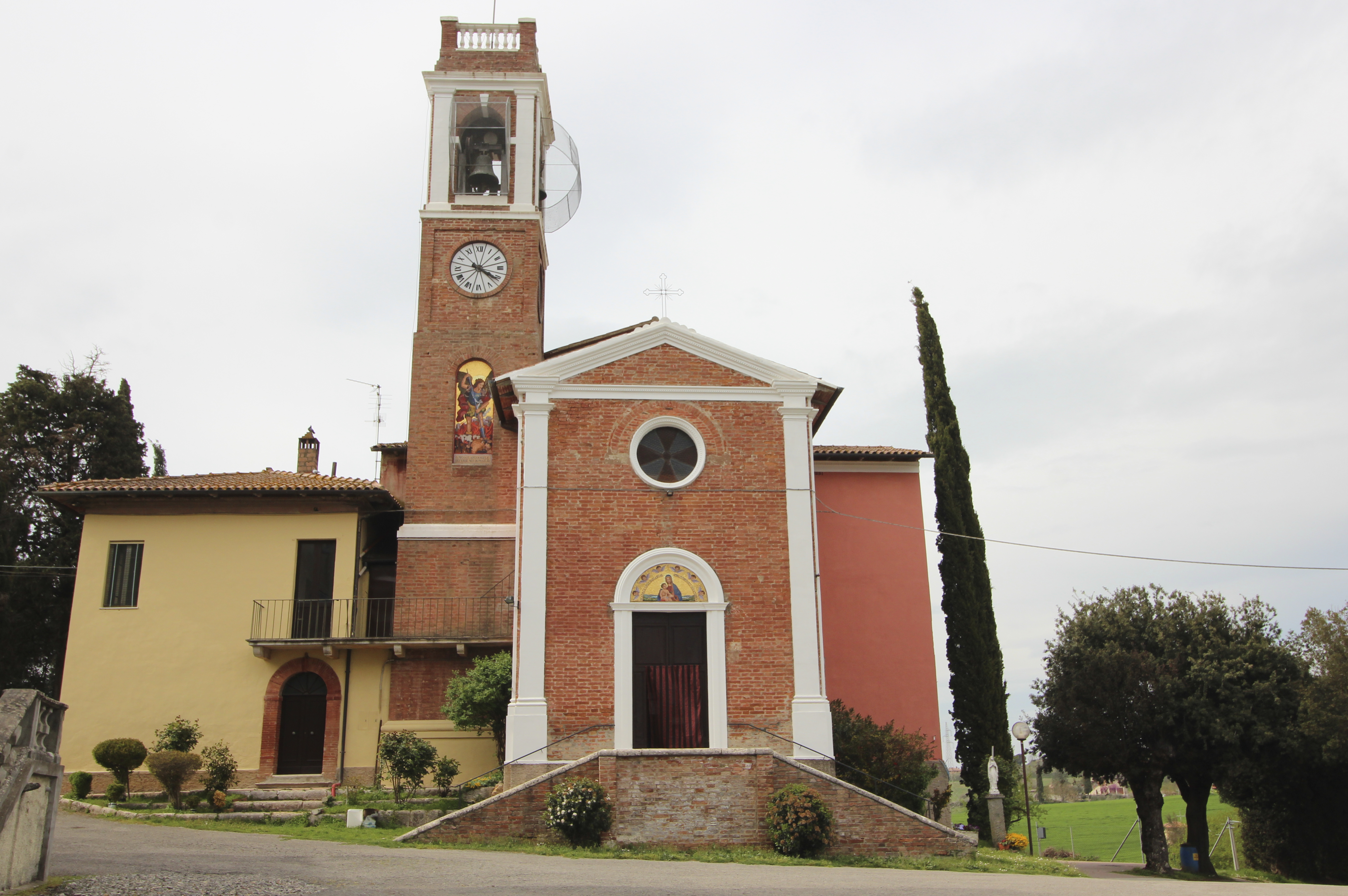
La chiesa di San Michele Arcangelo
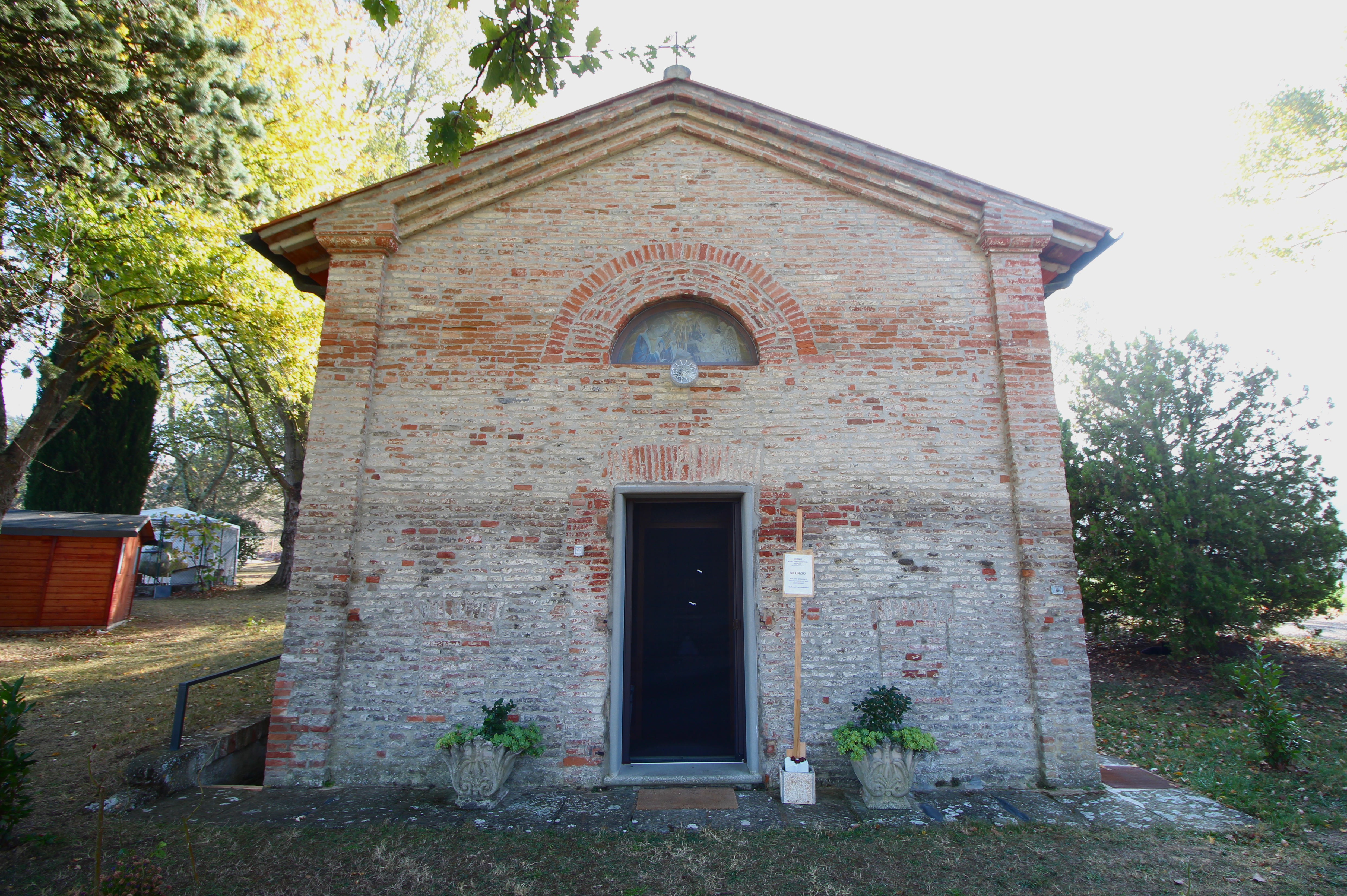
La chiesa di Santa Maria del Popolo (Madonna del Popolino)